# 구본길
구본길(具本佶, 1989년 4월 27일~)은 대한민국의 펜싱 선수로 주 종목은 사브르이다. 2012년 하계 올림픽에서 단체전에 출전하여 금메달을 획득하였다. 이는 대한민국 펜싱 역사상 처음으로 나온 단체전 금메달이다.
2016년 하계 올림픽 개막식에서 대한민국 대표팀의 기수를 맡아 태극기를 들고 나왔다.

## 수상

### 수훈
- 체육훈장 청룡장(2019년 10월 15일)

## 학력
- 대구만촌초등학교
- 오성중학교
- 오성고등학교
- 동의대학교

## 가족 관계
- 배우자: 박은주(1987년 5월 22일생, 2019년 10월 12일 결혼)
- 장남: 구우주(2023년 3월 6일생, 태명은 모모)
- 차남: 구지후(2024년 8월 3일생, 태명은 모찌)